# Sexserrata hampsoni
Sexserrata hampsoni är en fjärilsart som beskrevs av Barnes och Benjamin 1922. Sexserrata hampsoni ingår i släktet Sexserrata och familjen nattflyn. Inga underarter finns listade i Catalogue of Life.